# Frisia V
Die Frisia V war eine Auto- und Passagierfähre der Reederei Norden-Frisia, die im Linienverkehr zwischen der Ostfriesischen Insel Norderney und Norddeich eingesetzt wurde.

## Geschichte
Die Frisia V wurde 1965 unter der Baunummer 529 auf der Meyer Werft in Papenburg gebaut. Die Kiellegung fand am 23. Dezember 1964, der Stapellauf am 1. Juni 1965 statt. Die Fertigstellung des Schiffes erfolgte am 1. August 1965 und die Indienststellung am 12. August 1965. Zunächst war die Frisia V eine Kombination aus Autofähre und Fahrgastschiff. Die Pkw konnten über eine Bugrampe auf den vorderen Teil der Fähre gefahren werden. Somit konnte das Schiff anfangs 25 Pkw und 800 Passagiere transportieren. Wegen des einseitigen Aufbaus erhielt das Schiff den Spitznamen Flugzeugträger.

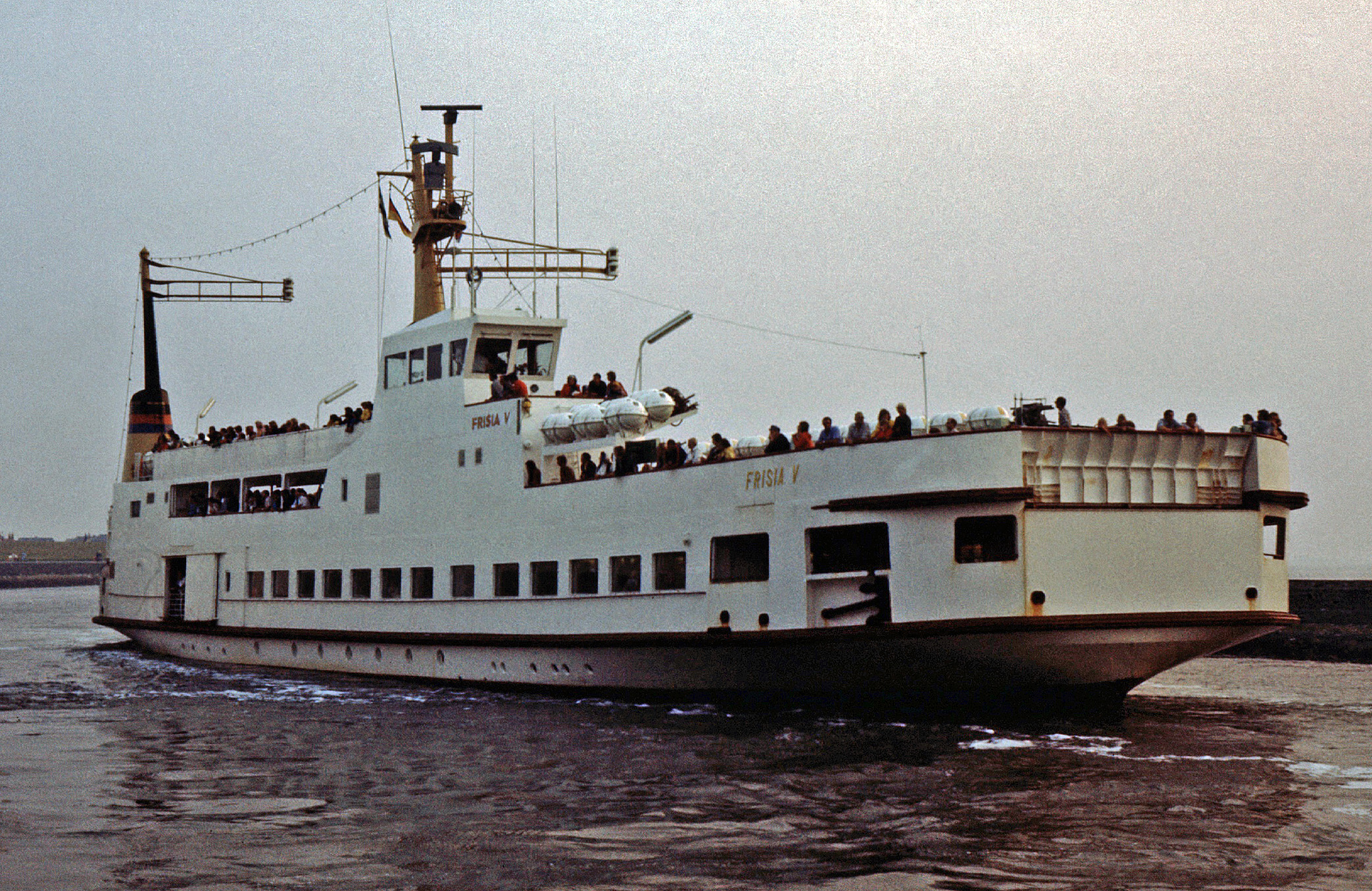
Frisia V 1975 mit seitlich angebrachter Brücke in Norddeich

1972 wurde die Fähre auf der Meyer-Werft von ursprünglich 44 Meter auf 53,7 Meter und 1984 auf letztendlich 63,7 Meter verlängert. Nach dem Umbau konnte die Fähre 52 Fahrzeuge und 1450 Passagiere aufnehmen. Hintergrund der Umbauarbeiten waren die bis heute gebräuchlichen Fährbrücken in Norddeich und auf Norderney, die ein An- und Vonbordfahren der Autos über Bug und Heck der Fährschiffe ermöglichen. 1991 wurde das Schiff einem letzten Umbau unterzogen. Dabei wurde das Promenadendeck über das Autodeck verlegt sowie das Ruderhaus über die gesamte Breite des Schiffs verbreitert. Diese Änderung wurde bei allen Fähren der Reederei vollzogen. Zuvor befand sich das Ruderhaus auf der Steuerbordseite. Das alte Ruderhaus dient heute als Aufenthaltsraum im Norderneyer Jachthafen.
Am 16. Juni 2015 kollidierte das Schiff in Norddeich mit der Kaimauer. Dabei wurden sieben Passagiere verletzt. Der entstandene Bugschaden wurde bei der Emder Werft und Dock GmbH repariert.
Im November 2016 wurde das Schiff an DA Schiffsverwertung in Papenburg verkauft, wo es abgewrackt werden sollte. Der Betrieb wurde jedoch geschlossen. Anschließend wurden in Groningen die Aufbauten entfernt und das Schiff bei Ship and Offshore Recycling Holland in Kootstertille, Provinz Friesland, verschrottet.

## Technik
Die Frisia V wurde von insgesamt drei Hauptmaschinen angetrieben. Ein Sechszylinder-Viertaktmotor des Herstellers Volvo Penta (Typ: TAMD 163 A-A) mit einer Leistung von 397 kW wirkte über Getriebe und Wellenanlage auf einen Festpropeller. Zwei Zwölfzylinder-Viertaktmotoren des Herstellers Klöckner-Humboldt-Deutz (Typ: SBA 12 M 816) mit einer Leistung von jeweils 366 kW trieben jeweils einen Ruderpropeller des Typs Schottel SRP 300 an.
Darüber hinaus verfügte die Frisia V über ein Veth-Jet Querstrahlruder im Vorschiff, das von einem Dieselmotor des Typs Scania DSI 1457 M40V angetrieben wurde. Für die Stromversorgung an Bord waren zwei Generatorenanlagen eingebaut, bei denen jeweils ein Achtzylinder-Dieselmotor des Typs MWM D234 mit einem 140-kVA-Generator (Hersteller: A.v.Kaick) gekoppelt waren.